# New Hartford (New York)
New Hartford è un comune degli Stati Uniti d'America, situato nello stato di New York, nella contea di Oneida.